# Dance Little Sister
«Dance Little Sister» —en español: «Baila hermanita»— es una canción de rock escrita por Mick Jagger y Keith Richards para su banda The Rolling Stones. Fue lanzada por primera vez en 1974 para su álbum It's Only Rock 'n' Roll. Fue incluida como lado B del sencillo «Ain't Too Proud to Beg» y en varios álbumes recopilatorios.

## Letra y música
La letra de «Dance Little Sister» muestra a Jagger pidiéndole a las mujeres, de tacones altos y faldas apretadas, que bailen con él toda la noche. Parte de la letra hace referencia cuando Mick y Bianca Jagger pasaron unos días en Trinidad viendo cricket y saliendo a la noche de fiesta.
«Dance Little Sister» es impulsado por las guitarras, y de acuerdo con el autor Steve Appleford, la guitarra rítmica salvaje de Richards. Appleford también acredita algunos pasajes de guitarra "excitables" de Mick Taylor, la "feroz" batería de Charlie Watts y un "rolling bar room piano" de Ian Stewart. El crítico musical Bill Janovitz lo describe como "un número de danza nihilista", comparando su "mundo de negación culo-sacudida, insistente rock 'n' roll beat" a la música disco que surgirá poco después de su lanzamiento. Según el periodista musical James Hector, «Dance Little Sister» es un retorno al tipo de "complacer a la gente del bar-room" que el grupo solía grabar a mediados de los años sesenta.

## Recepción y lanzamiento
El crítico de Allmusic, Stephen Thomas Erlewine, lo calificó como una "pista intensamente trabajada y aguda" y "relleno agradable". Pero Appleford señala que aunque la canción tiene "todos los elementos necesarios para ser la mejor música del diablo", la canción "nunca entra en erupción" o "hace clic en un surco perfecto". Hector describe el comienzo de la canción, donde "la guitarra y la batería luchan por encontrar el groove exacto" precioso, pero siente que la canción va "cuesta abajo" después. Sean Egan encuentra que al "riff con una fuerza industrial" es "poco atractivo" y el ritmo "plomizo".
Después de su lanzamiento inicial en It's Only Rock 'n' Roll, «Dance Little Sister» fue lanzado como el lado B del sencillo «Ain't Too Proud to Beg» en octubre de 1974. El biógrafo de los Stones, Martin Elliott, ha declarado que merecía ser un lanzamiento doble lado A, ya que ambas canciones son "números que orientan a zapatear." También ha sido incluida en muchos de los álbumes recopilatorios de los Stones, incluyendo Made in the Shade (1975), Singles 1971–2006 (2011) y en la versión Super Deluxe (80 pistas) de GRRR (2012).
«Dance Little Sister» fue ocasionalmente incluida en los sets de los Stones entre 1975 y 1977.

## Personal
Acreditados:
- Mick Jagger: voz.
- Keith Richards: guitarra eléctrica.
- Charlie Watts: batería.
- Bill Wyman: bajo.
- Mick Taylor: guitarra eléctrica, congas.
- Ian Stewart: piano.